# Vladimir Stiasny
Vladimir Stiasny, slovenski skladatelj in zobozdravnik, * 3. oktober 1927, † 21. september 2010, Golnik. 
Stiasnyja lahko označimo kot pomembnega pionirja slovenske zabavne glasbe, najbolj znan je kot avtor glasbe za skladbo Mandolina, ki je leta 1962 na prvem festivalu Slovenska popevka na Bledu dobila prvo nagrado občinstva. Skladbo sta tedaj zapela Beti Jurković in Stane Mancini.
Uveljavil se je leta 1959 na drugem opatijskem festivalu, kjer je tekmoval s pesmima Spomin in Prišla je pomlad, ki sta ju peli Marjana Deržaj in Beti Jurkovič. Prišla je pomlad je dobila eno od nagrad, Spomin pa je postal slovenski evergreen, ki je bil po tem poznan predvsem v izvedbi Beti Jurkovič.
Leta 1963 je s skladbo Enkrat še na Slovenski popevki osvojil drugo nagrado občinstva, in Kokode polka, ki je bila zadnja skladba, ki jo je napisal za omenjeni festival.
Mnoge je presenetil na prireditvi Šanson v Rogaški Slatini leta 1990 s pesmijo Kaj lajaš vame v izvedbi Lada Leskovarja.
Stiasny se je z glasbo ukvarjal ljubiteljsko, saj je bil po poklicu zobozdravnik. Glasbo je prispeval še za druge skladbe, ki so jih posneli pred festivalom Slovenska popevka. Z njimi so slovenski pevci nastopali na jugoslovanskih festivalih, predvsem na opatijskem. Njegove skladbe so med drugim prepevali Marjana Deržaj, Ljupka Dimitrovska, Elda Viler, Lado Leskovar in Rafko Irgolič. Med njegove znane pesmi sodijo še Ljubi me spomladi, Kitara, Čolnič, Golobček, Modri valček, Ti si moja pesem itd...